# Kabbe-Nord
Kabbe-Nord (bis August 2013 Kabbe) ist ein Wahlkreis in der Region Sambesi in Namibia. Verwaltungssitz ist die gleichnamige Ansiedlung Kabbe. Der Wahlkreis hat (Stand 2023) 12.253 Einwohner auf einer Fläche von 1183 km².
Weite Teile des Kreises sind ein saisonales tropisches Überschwemmungsgebiet des Sambesi mit vereinzelten Ortschaften, die etwas höher liegen: so die ehemalige Deutsch-Südwestafrikanische Caprivi-Residenz von Luhonono (ehemals Schuckmannsburg), sowie die Orte Lusese und Kalambesa. Auf der östlichen Flussseite des Sambesi liegt die Stadt Kazungula (Sambia). 

## Wahlen
| Wahl   | Name           | Partei | Stimmenanteil |
| ------ | -------------- | ------ | ------------- |
| 1992   |                |        |               |
| 1998 2 | Peter Mwala    | SWAPO  | o. W. 1       |
| 2004 2 | Peter Mwala    | SWAPO  | 98,4 %        |
| 2010 2 | Raphael Mbala  | SWAPO  | 96,6 %        |
| 2015   | Peter Mwala    | SWAPO  | 95,9 %        |
| 2020   | Bernard Sisamu | SWAPO  | 70,7 %        |